# Salva Valero
Salvador „Salva” Valero García (ur. 14 maja 1993 w Barcelonie) – hiszpański trener piłkarski.